# Clock Tower (игра, 1996)
Clock Tower (яп. クロックタワー２ курокку тава: сэкандо, «Clock Tower 2» в Японии) — компьютерная игра в жанре survival horror, вышедшая на приставке PlayStation в 1996 году в Японии и разработанная компанией Human Entertainment. Игра является второй в серии игр с одноимённым названием.

## Сюжет
После событий Clock Tower: The First Fear прошёл один год. Дженнифер Симпсон находится в Осло, где проходит сеанс психотерапии, который должен помочь справиться ей со стрессом, испытанным в особняке Clock Tower.
В центре сюжета игры находится ещё один выживший после серии убийств в особняке — мальчик Эдвард, а также вновь появившийся Scissorman.

## Геймплей
Игра представляет собой Survival horror, в которой игрок управляет главным персонажем и даёт ему определённые команды, например, проверку различных объектов окружения. Интерфейс игры похож на приключенческие игры 1990-х годов и упрощён для лучшей игры на геймпаде.
Вся игра разбита на три сценария, включая пролог, во время которого игрок выбирает персонажа, за которого будет играть. В прологе игрок может управлять только Семуэлем Бартоном. В первом сценарии возможна игра за Дженнифер Симпсон или Хелен Максвелл. Во втором сценарии игрок сможет выбрать Нолана, Стена или Хелен. В перерывах между сценариями игроку даётся время, чтобы исследовать город и собрать различные улики.
В игре присутствуют моменты, когда персонаж сталкивается с Scissorman’ом. Для того, чтобы уйти от него, игроку необходимо нажимать определённую клавишу на геймпаде. Если игрок недостаточно быстро нажимал на клавишу и у персонажа мало здоровья, Scissorman убивает его.
Кроме того, спастись от Scissorman-а можно с помощью некоторых предметов игрового мира, которыми, в режиме преследования, можно нанести убийце ранение (например, огнетушитель или ваза).В этом случае игрок не должен нажимать «кнопку паники», вместо этого он должен нажать курсором на выбранном предмете. Также можно спрятаться от Scissorman-а (к примеру, в кабинке туалета), в этом случае убийца прекращает преследование.